# Jason Bourne (filme)
Jason Bourne é um filme estadunidense de ação e espionagem, dirigido por Paul Greengrass, que coescreveu o roteiro, ao lado de Matt Damon e Christopher Rouse. É o quinto filme da série de filme "Bourne" e sequência do filme de 2007, O Ultimato Bourne. 
O filme é, mais uma vez, protagonizado por Matt Damon, e tem no elenco Alicia Vikander, Tommy Lee Jones, Julia Stiles e Vincent Cassel.
As filmagens do longa começaram em setembro de 2015. O filme foi lançado pela Universal Pictures em 29 de julho de 2016. O título oficial (Jason Bourne) foi anunciado juntamente com o lançamento do primeiro trailer, no Super Bowl 50 em 7 de fevereiro de 2016.
O filme estreou no Brasil dia 28 de julho de 2016.

## Elenco
- Matt Damon como Jason Bourne/David Webb
- Julia Stiles como Nick Parsons[6]
- Alicia Vikander[7] como Heather Lee
- Tommy Lee Jones como Robert Dewey, diretor da CIA[8]
- Riz Ahmed como Aaron Kalloor, especialista da CIA[9]
- Scott Shepherd como um deputado diretor da CIA[10]
- Vincent Cassel[11]
- Ato Essandoh[12]